# ヨン・ファント・シップ
ヨハネス・ニコラース・ファント・シップ（Johannes Nicolaas "John" van 't Schip, 1963年12月30日 - ）は、オランダの元同国代表サッカー選手。現役時代のポジションはMF。2023年10月よりアヤックス・アムステルダムの暫定監督を務める。
オランダ語での発音は「ジョン・ファント・スヒップ」。また、実子のダフェイ・ファント・シップもサッカー選手であり、現在はオーストラリア3部のパスクー・ヴァーレFCというチームに所属している。

## 経歴
カナダ・ブリティッシュコロンビア州生まれ。8歳の時にオランダに移り住んだ。
オランダのアヤックス・アムステルダムのユースアカデミーを経て、1981年12月にトップチームに昇格。アヤックスでは主力選手として11シーズンを過ごし、リーグ優勝4回・カップ戦優勝3回を経験。また1987年にUEFAカップウィナーズカップ、1992年にUEFAカップのタイトルも獲得した。
1992年オフにイタリアセリエA（当時）の古豪ジェノアに移籍。1996年に現役を引退するまで4シーズンプレーした。
オランダ代表としては、1986年4月29日のスコットランド戦が初キャップ。以降通算41試合に出場、2得点を挙げている。1988年のEURO '88では、リヌス・ミケルス監督の下栄冠に輝いた。また1990年のワールドカップイタリア大会、1992年のEURO '92においても代表チームに名を連ねている。
引退後は指導者となり、マルコ・ファン・バステンと共に古巣アヤックスのユースチームを率いたほか、FCトゥウェンテの監督も務めた。2004年にオランダ代表チームのアシスタントコーチに就任。ファン・バステンの右腕として2006年ワールドカップドイツ大会でチームを指導した。
2023年10月30日、2023-24シーズン終了時までの契約でアヤックス・アムステルダムの暫定監督に就任した。

## 所属クラブ
- 1981-1992  アヤックス・アムステルダム 通算273試合出場 29得点
- 1992-1996  ジェノア 通算107試合出場 11得点

## 指導歴
- 1997-2000  アヤックス・アムステルダム ユースコーチ
- 2000-2001  アヤックス・アムステルダム アシスタントコーチ
- 2001-2002  FCトゥウェンテ 監督
- 2002-2004  アヤックス・アムステルダムB 監督
- 2004-2008  オランダ代表 アシスタントコーチ
- 2008-2009  アヤックス・アムステルダム アシスタントコーチ
- 2010-2012  メルボルン・ハートFC 監督
- 2012-2013  CDグアダラハラ 監督
- 2013-2017  メルボルン・シティFC 監督
- 2017-2018  PECズヴォレ 監督
- 2019-2021  ギリシャ代表 監督
- 2023-  アヤックス・アムステルダム 暫定監督

## タイトル

### 選手時代
アヤックス・アムステルダム
- エールディヴィジ:4回（1981-1982年、1982年-1983年、1984年-1985年、1989年-1990年）
- KNVBカップ:3回（1982年-1983年、1985年-1986年、1986年-1987年）
- UEFAカップウィナーズカップ:1回（1986-87）
- UEFAカップ:1回（1991-92）

ジェノアCFC
- アングロ＝イタリアン・カップ:1回（1995-96）

オランダ代表
- UEFA欧州選手権:1回（1988）

### 監督時代
メルボルン・シティFC
- FFAカップ:1回（2016）